# Hoplobatrachus
Hoplobatrachus es un género de anfibios anuros muy pequeños de la familia Dicroglossidae que se distribuyen por la zona tropical desde el África subsahariana hasta el sur de China.

## Lista de especies
Se reconocen las siguientes según ASW:
- Hoplobatrachus crassus (Jerdon, 1854)
- Hoplobatrachus litoralis Hasan et al., 2012[2]
- Hoplobatrachus occipitalis (Günther, 1858)
- Hoplobatrachus rugulosus (Wiegmann, 1834)
- Hoplobatrachus salween Thongproh et al., 2022[3]
- Hoplobatrachus tigerinus (Daudin, 1802)

Además, otra especie incertae sedis
- Rana hydraletis Peters, 1863

## Publicación original
- Peters, W. C. H. 1863. Fernere Mittheilungen über neue Batrachier. Monatsberichte der Königlich Preussischen Akademie der Wissenschaften zu Berlin, vol.1863, p.445-470 (texto íntegro).